# NLS (컴퓨터 시스템)
NLS 또는 온라인 시스템(oN-Line System)은 1960년대부터 쓰였던 혁명적인 컴퓨터 협업 시스템이었다. 더글러스 엥겔바트가 설계했으며 스탠퍼드 연구소(SRI)의 오그멘테이션 리서치 센터(ARC)의 연구원들이 구현한 NLS 시스템은 하이퍼텍스트 링크, 마우스, 래스터 스캔 비디오 모니터, 적절성에 의해 정리된 정보, 스크린 윈도잉, 프레젠테이션 프로그램 및 기타 현대의 컴퓨팅 개념들을 실용화한 최초의 시스템이었다. 방위고등연구계획국, 미국 항공우주국, 미국 공군에 의해 투자되었다.

## 개발
더글러스 엥겔바트는 1959년부터 1960년까지 미국 공군에 의해 지원을 받는 동안 자신의 개념을 개발하였고 1962년 프레임워크를 출판하였다. OLS가 아닌 낯선 두문자 NLS는 시스템의 진화의 인공적인 산물이었다. 그의 최초의 컴퓨터들은 한 번에 한 명의 사용자를 초과하여 지원하지는 못했다. 첫 번째 것은 1963년의 CDC 160A였으며 자체적으로 프로그래밍 파워가 매우 약했다.
미봉책으로써, 팀은 사용 가능한 터미널에 앉아있지 않는 사람인 오프라인 사용자들도 Flexowriter와 함께 천공 테이프에 일련의 명령을 천공함으로써 자신들의 문서들을 편집할 수 있었다. 테이프가 완료되면 오프라인 사용자는 컴퓨터에 종이 테이프를 장전시키면 그 위에 마지막 문서 초안이 저장되었고 새 명령어가 적용된 다음 컴퓨터는 최신 판의 문서를 포함하는 새 종이 테이프를 출력하게 되었다. 상호작용 시각화 없이는 불편할 수 있었는데, 사용자가 문서 텍스트에 자신들의 명령어의 축적된 결과를 심리적으로 시뮬레이션해야 했기 때문이었다. 한편, 1960년대 오피스의 작업 흐름과 맞아떨어졌는데, 관리자들이 수정한 문서 인쇄물을 비서들에게 제공할 수 있었기 때문이다.
이 설계는 오프라인 워크플로뿐 아니라 상호작용 온라인 기능을 동일한 문서 편집 기능에 지원하는 것을 계속했다. 동일 글자로 시작하는 2개의 두문자어를 피하기 위해 오프라인 텍스트 시스템(Off-Line Text System)은 FLTS로 줄여쓰는 반면, 온라인 텍스트 시스템은 NLTS로 줄여 사용했다. 시스템이 단순히 텍스트 이상을 지원하도록 발전되자 "T"가 제거되어 상호작용 버전은 NLS로 알려지게 되었다.

## 같이 보기
- ENQUIRE
- 트리 메타

## 추가 문헌
- Thierry Bardini (2000). 《Bootstrapping: Douglas Engelbart, Coevolution, and the Origins of Personal Computing》. Stanford: Stanford University Press. ISBN 0-8047-3723-1.